# محمد فهيم
محمد فهيم هو ممثل مصري وُلد بحلوان في 30 ديسمبر، وتخرج من كلية التجارة بجامعة القاهرة وتتلمذ على يد المخرج خالد جلال حيث درس التميل في ورشة مركز الإبداع الفني بالقاهرة، واشتهر بأدائه لشخصيات مثل تشارلي تشابلن وإسماعيل ياسين وسيد قطب.

## مسيرته الفنية
بدأ محمد فهيم مسيرته الفنية بالتمثيل على مسرح جامعة القاهرة أثناء دراسته بكلية التجارة في بدايات الألفية الثالثة، قبل أن يُشارك بأول دور له في مسلسل تليفزيوني في عام 2003 وهو مسلسل فارس الرومانسية عن قصة حياة الأديب المصري الراحل يوسف السباعي. تتلمذ محمد فهيم على يد المخرج خالد جلال حيث درس التميل في ورشة مركز الإبداع الفني بالقاهرة وشارك بالتمثيل في العرض المسرحي قهوة سادة، ثُم توالت مُشاركاته في السينما والمسرح والدراما التليفزيونيّة واشتهر بأدائه لشخصية الممثل الكوميدي المصري الراحل إسماعيل ياسين في مسلسل الشحرورة في عام 2011 وقد أشادت سارة ياسين حفيدة الممثل الرال إسماعيل ياسين بأدائه للدور، وفي عام 2017 قدم فهيم أبرز أدواره على الإطلاق عندما قام بدور سيد قطب في الجزء الثاني من مسلسل الجماعة من تأليف الكاتب والصحفي الراحل وحيد حامد.

## أعماله

### الأفلام
- سقراط ونبيلة: صدر في عام 2021.
- 678: صدر في عام 2010، وقام فيه بدور حمدي.
- إحكي يا شهرزاد: صدر في عام 2009، وقام فيه بدور صحفي.
- كاريوكي: صدر في عام 2008، وقام فيه بدور عوف.
- كليفتي: صدر في عام 2004.

### المسلسلات
- عملة نادرة: صدر في ٢٠٢٣ و قام بدور علاء عبدالجبار.
- الجماعة 2: صدر في عام 2017، وقام فيه بدور سيد قطب.[5]
- أفراح القبة: صدر في عام 2016.
- بنات سوبرمان: صدر في عام 2016، وقام فيه بدور زكريا.
- العملية ميسي: صدر في عام 2014، وقام فيه بدور علي باركينول.
- مسلسليكو (فوازير): صدر في عام 2013.
- موجة حارة: صدر في عام 2013، وقام فيه بدور زياد زميل نبيل.
- البلطجي: صدر في عام 2012، وقام فيه بدور شوبأ.
- باب الخلق: صدر في عام 2012، وقام فيه بدور صبحي.
- الشحرورة: صدر في عام 2011، وقام فيه بدور إسماعيل ياسين.
- الكبير أوي (الجزء الثاني): صدر في عام 2011، وقام فيه بدور فهيم سرنجة.
- الجماعة 1: صدر في عام 2010، وقام فيه بدور علاء حمدي الفوال.
- نادي القلوب الجريحة: صدر في عام 2007.
- جراج: صدر في عام 2006، وقام فيه بدور سيد قلق.
- عبد الحميد أكاديمي: صدر في عام 2005.
- فارس الرومانسية: صدر في عام 2003.

### المسرحيات
- تشارلي: عُرضت في ٢٠٢٣ ، و قام بدور تشارلي تشابلن.
- أنا هملت: عُرضت في عام 2009، وقام فيها بدور هاملت، و حصل على جائزة افضل ممثل بمهرجان القاهرة الدولي للمسرح التجريبي عام ٢٠٠٩.
- قهوة سادة: عُرضت في عام 2009.
- الملك لير: عُرضت في عام ٢٠١٨، وقام فيه بدور المهرج بهلول.

### البرامج
- من غير مقص: صدر في عام 2007.

اخراج
فيلم (حالة استثنائية ) فيلم قصير عام ٢٠٢١
فيلم ( القانون ) فيلم قصير عام ٢٠٢١
فيلم ( حب غير مكتمل ) فيلم قصير ٢٠٢١
فيلم ( مدينة إلكترونية ) فيلم قصير ٢٠٢١
فيلم ( خيانة ) فيلم قصير ٢٠٢٢
فيلم ( ليلة الدخلة ) فيلم قصير ٢٠٢٢

## روابط خارجية
- صفحة الممثل على موقع قاعدة بيانات الأفلام العربية